# Akramjon Komilov
Akramjon Komilov, né le 14 mars 1996, est un footballeur international ouzbek. Il évolue au poste de défenseur gauche au FC Bunyodkor.

## Carrière

### En équipe nationale
Akramjon Komilov honore sa première sélection le 14 février 2016 lors d'un match amical contre le Liban.

## Statistiques
| Saison                | Club                  | Championnat           | Championnat | Championnat | Coupe(s) nationale(s) | Coupe(s) nationale(s) | Supercoupe | Supercoupe | Compétition(s) continentale(s) | Compétition(s) continentale(s) | Compétition(s) continentale(s) | Ouzbékistan | Ouzbékistan | Total | Total |
| Saison                | Club                  | Division              | M.          | B.          | M.                    | B.                    | M.         | B.         | Comp.                          | M.                             | B.                             | M.          | B.          | M.    | B.    |
| 2014                  | FC Bunyodkor          | Oliy Liga             | 9           | 1           | 4                     | 0                     | 0          | 0          | LC                             | 0                              | 0                              | -           | -           | 13    | 1     |
| 2015                  | FC Bunyodkor          | Oliy Liga             | 15          | 0           | 5                     | 1                     | -          | -          | LC                             | 4                              | 0                              | -           | -           | 24    | 1     |
| 2016                  | FC Bunyodkor          | Oliy Liga             | 28          | 0           | 4                     | 0                     | -          | -          | LC                             | 7                              | 0                              | 2           | 0           | 41    | 0     |
| Total sur la carrière | Total sur la carrière | Total sur la carrière | 52          | 1           | 13                    | 1                     | 0          | 0          | -                              | 11                             | 0                              | 2           | 0           | 78    | 2     |